# Jo Zeller
Jo Zeller (ur. 17 lipca 1955 w Männedorf) – szwajcarski kierowca wyścigowy.

## Kariera
Zeller rozpoczął karierę w międzynarodowych wyścigach samochodowych w 1978 roku od startów w Europejskiej Formule 3, jednak w żadnym z sześciu wyścigów, w których wystartował, nie zdołał zdobyć punktów. W późniejszych latach pojawiał się także w stawce Niemieckiej Formuły 3, Szwajcarskiej Formuły 3, Grand Prix Makau, Grand Prix Monako Formuły 3, Europejskiego Pucharu Formuły 3, Włoskiej Formuły 3, World Touring Car Championship, Formuły 3 Euro Series, European Touring Car Championship, Formuły 3 Fuji Cup, Austriackiej Formuły 3 oraz Formel Rennsport Club Schweiz.
Szwajcar założył zespół Jo Zeller Racing startujący w Europejskiej Formule 3, Niemieckiej Formule 3 oraz Formule Lista Junior.